# 皮亚韦河畔圣多纳
皮亚韦河畔圣多纳（義大利語：San Donà di Piave），是意大利威尼托大区威尼斯省的一个市镇。总面积78.73平方公里，人口41856人，人口密度531.64人/平方公里（2017年2月28日）。国家统计（ISTAT）代码为027033。

## 友好城市
- 法國 洛特河畔新城[1]